# Йозеф Віола
Йо́жеф Віо́ла (угор. Viola József, нар. 10 червня 1896, Комаром (Австро-Угорщина) — пом. 18 серпня 1949, Болонья), також відомий як Йозеф Віола (словац. József Viola), Йозеф Віолак (словац. József Violak) та Джузе́ппе Віо́ла (італ. Giuseppe Viola) — угорський футболіст, що грав на позиції півзахисника. Більшу частину ігрової кар'єри провів в Італії, де його часто називали італійським ім'ям Джузеппе. По завершенні ігрової кар'єри — футбольний тренер. Працював у цілій низці італійських клубів, серед яких є «Ювентус» та «Мілан».

## Клубна кар'єра
У дорослому футболі дебютував 1919 року виступами за команду будапештського клубу «Тьореквеш». Вже 1920 року прийняв пропозицію увійти до складу Угорської професійної команди (УПК), яка за задумом її організатора, німецького бізнесмена, мала проводити виставкові комерційні матчі в різних європейських країнах. Задум, втім, не став успішним, команду невдовзі було розформовано, але Віола, як s декілька його парнерів по УПК, вирішив на батьківщину не повертатись, натомість знайшовши варіант залишитися у Німеччині, де став гравцем команди «Берлінер».
1922 року перебрався до Італії, де його клубом стала «Спеція». За два роки, у 1924, прийняв запрошення від свого співвитчизника Єньо Кароя приєднатися до очолюваного тим туринського «Ювентуса». Провів у Турині чотири сезоні, вигравши з ним у 1926 році чемпіонат Італії.
Протягом 1928–1929 років перебував у міланській «Амброзіані», після чого ще один сезон грав за «Ювентус».
Завершив професійну ігрову кар'єру в «Аталанті», за яку виступав протягом 1930–1932 років.
| Дата       | Місто  | Господарі | Результат | Гості    | Турнір           | Голи | Примітки |
| ---------- | ------ | --------- | --------- | -------- | ---------------- | ---- | -------- |
| 02/05/1920 | Відень | Австрія   | 2 – 2     | Угорщина | товариський матч | -    |          |
| Усього     |        | Матчів    | 62        |          | Голів            | 42   |          |

## Кар'єра тренера
Вже у своєму першому італійському клубі, «Спеції» (1922—1924) поєднував виступи на футбольному полі з тренерською роботою.
У своєму наступному клубі, «Ювентусі», спочатку був лише гравцем, але у 1926, після передчасної смерті Єне Кароя, також став граючим тренером. Згодом поєднував ігрову і тренерську кар'єри в «Амброзіані» та «Аталанті».
1933 року вперше очолив команду «Мілана», з якою, втім, сезон 1933–1934 провів провально (9 місце), і наступного року був змінений на Адольфо Балонч'єрі. 
Протягом 1934-1936 років працював у Серії C з «Віченцою», після чого повернувся до роботи в елітному італійському дивізіоні, очоливши римський «Лаціо». У першому ж сезоні привів римлян до срібних нагород національного чемпіонату, а також вивів у фінал Кубка Мітропи, де італійці поступилися «Ференцварошу». Проте згодом результати «Лаціо» погіршилися і після десятого місця в чемпіонаті 1938–1939 років Віола залишив команду.
Згодом знову працював зі «Спецією» та «Міланом», а протягом 1940—1942 років очолював команду середняка Серії A «Ліворно».
У повоєнний час був головним тренером клубів «Дженоа», СПАЛ та «Болонья». Останнім місцем тренерської роботи був «Комо», команду якого Віола очолював 1947 року.
Помер 18 серпня 1949 року на 54-му році життя у місті Болонья.

## Титули і досягнення
- Чемпіон Італії (1):

«Ювентус»: 1925–26